# My World (álbum)
My World  (en español: Mi mundo) es el álbum de estudio debut del dúo puertorriqueño de reguetón Dyland & Lenny. Fue publicado el 2 de marzo de 2010 a través de los sellos discográficos Mas Flow Inc. y Sony Music Latin. La producción musical y ejecutiva estuvo a cargo del dúo dominicano Luny Tunes y otros productores como Tainy.
Contiene 15 canciones con una variedad de fusiones, con las colaboraciones de Arcángel y el dúo Zion & Lennox, mientras que los sencillos principales del álbum fueron «Nadie te amará como yo» y «Quiere pa' que te quieran». El álbum fue nominado a los Premio Lo Nuestro 2011 en la categoría “mejor álbum urbano”, mientras la canción «Quiere pa' que te quieran» fue nominada como “canción urbana del año”. El día del evento, el dúo ganó en la categoría “revelación del año”.

## Lista de canciones
| N.º | Título                                                 | Productor(es)                            | Duración |  |
| 1.  | «My World (Intro)»                                     | MadMusick & Josh                         | 4:37     |  |
| 2.  | «Mi Lady»                                              | Luny Tunes, Josh & MadMusick             | 3:25     |  |
| 3.  | «Nadie te amará como yo»                               | Luny Tunes, Predikador, Josh & MadMusick | 3:24     |  |
| 4.  | «Caliente» (con Arcángel)                              | Luny Tunes, MadMusick & Josh             | 3:26     |  |
| 5.  | «Quiere pa' que te quieran»                            | Luny Tunes, Mambo Kingz & Josh           | 3:21     |  |
| 6.  | «Tu cuerpo es ley» (con Zion & Lennox)                 | Predikador, Noriega                      | 3:51     |  |
| 7.  | «Pánico»                                               | MadMusick & Josh                         | 3:03     |  |
| 8.  | «Esclavo de tu piel»                                   | Noltom, Josh                             | 3:29     |  |
| 9.  | «Loco»                                                 | Josh & Keko Music                        | 3:26     |  |
| 10. | «Posesiva»                                             | Josh & MadMusick                         | 3:25     |  |
| 11. | «La telenovela»                                        | Luny Tunes, Noriega & MadMusick          | 4:09     |  |
| 12. | «Sexo en la Disco»                                     | R.K.O, Hyde & Josh                       | 2:59     |  |
| 13. | «Lucía»                                                | Luny Tunes & Tainy                       | 2:51     |  |
| 14. | «Nadie te amará como yo (Remix)» (con Arcángel y Zion) | Luny Tunes & Predikador                  | 3:48     |  |
| 15. | «Quiere pa' que te quieran (Versión Pop)»              | Luny Tunes, Mambo Kingz & Josh           | 3:21     |  |

## Posicionamiento en listas
| Listas (2010)                        | Mejor posición |
| ------------------------------------ | -------------- |
| Estados Unidos (Heatseekers Albums)  | 29             |
| Estados Unidos (Latin Rhythm Albums) | 3              |
| Estados Unidos (Top Latin Albums)    | 13             |